# Pedicularis parviflora
Pedicularis parviflora är en snyltrotsväxtart som beskrevs av James Edward Smith och Abraham Rees. Pedicularis parviflora ingår i släktet spiror, och familjen snyltrotsväxter.

## Underarter
Arten delas in i följande underarter:
- P. p. parviflora
- P. p. pennellii